# Björn Borg (nuotatore)
Björn Borg (Kinna, 14 novembre 1919 – Zurigo, 13 aprile 2009) è stato un nuotatore svedese.

## Carriera
Fortemente specializzato nello stile libero, si è laureato campione europeo sia sui 400m che 1500m ai campionati di Londra 1938.

## Palmarès
- Europei

Londra 1938: oro nei 400m e 1500 stile libero.